# يوهانس دي غروت
يوهانس دي غروت (بالهولندية: Johannes de Groot)‏ هو أستاذ جامعي ورياضياتي هولندي، ولد في 7 مايو 1914 في لوبيرسوم في هولندا، وتوفي في 11 سبتمبر 1972 في روتردام في هولندا.